# 木山層
木山層（Mushan Formation）為臺灣地質西部麓山帶的一種沉積地層，主要出露於基隆及臺北一帶，標準露頭位於基隆市外木山地區。

## 簡介
木山層由地質學者顏滄波及陳培源於1953年命名，相當於市川雄一的下部夾炭層，為臺灣西部中新統內之三個主要含煤層最底部的一個地層，是一個含煤濱海沉積相地層，沉積年代約2300萬年前，下接五指山層，上接公館凝灰岩或大寮層，主要出露於基隆北海岸、台北及桃園之山麓帶，並埋沒於西部平原之較年輕地層之下，可與分布於嘉南平原之八掌溪砂岩對比。

## 性質
木山層主要為灰白色粗中粒正石英砂岩及副石英砂岩，以及灰色頁岩及薄層砂岩與頁岩之互層，內含有三至四層含煤層，煤層厚約40至60公分，屬瀝青煤，是焦煤的原料，膨縮現象普遍，在不同的煤田內，煤層的厚布和可採性變化也很大。
木山層之沉積環境屬於河流—沼澤—潟湖—濱海—三角洲—淺海，其砂岩內常見交錯層及波痕，煤層上下盤的頁岩中可見半淡水指淡水棲之貝殼及植物化石，而同時砂岩層也是台灣主要油氣層之一。

## 出露地區
木山層主要出露地區為台灣西北部山麓，包括新北市貢寮區及雙溪區屈尺斷層以北之山麓；南港山脈之瑞芳區五分山—基隆市七堵區姜子寮山—汐止區汐止大尖山至台北市南港區舊庄山區一帶；以及新店區直潭山、塗潭山至三峽區白雞地區一帶；三峽區熊空南山—滿月圓一帶；桃園市復興區東眼山—霞雲坪—溪口台—奎輝—高遶一帶；另清水坑山塊於新北市中和區橫路鹿寮—土城區牛埔頭山一帶，及山仔腳山塊於新北市樹林區與桃園市龜山區之青龍嶺—大棟山北麓亦有木山層之出沒。
而在北海岸地區及臺北盆地北緣，主要出露於五指山山脈於基隆市外木山—大武崙山及情人湖—汐止區及台北市內湖區、中山區之五指山山脈南麓至劍潭山及圓山大飯店一帶；以及新北市萬里區核二廠後方山麓，以及台北市北投區軍艦岩丹鳳山一帶，士林區水管路步道周邊。